# Гермијан
Гермијан (мкд. Гермијан) је насеље у Северној Македонији, у јужном делу државе. Гермијан припада општини Новаци.

## Географија
Насеље Гермијан је смештено у крајње јужном делу Северне Македоније, близу државне границе са Грчком (1 km јужно од насеља). Од најближег већег града, Битоља, насеље је удаљено 25 km југоисточно.
Гермијан се налази у југоисточном делу Пелагоније, највеће висоравни Северне Македоније. Насељски атар је већином равничарски, док се југоисточно од села издиже планина Ниџе. Поред села тече речица Сакулева, значајна притока Црне реке. Надморска висина насеља је приближно 600 метара.
Клима у насељу је умереноконтинентална.

## Становништво
Гермијан је према последњем попису из 2002. године имао 257 становника. 
Претежно становништво по последњем попису су етнички Македонци (98%), а остало су махом Срби.
Већинска вероисповест било је православље.